# Le Rapport Delors
Le Rapport Delors est un rapport institué par la Commission Delors en 1996. Il a proposé une vision intégrée de l’éducation fondée sur deux concepts fondamentaux, l’apprentissage tout au long de la vie et les quatre piliers de l’éducation: apprendre à connaître, apprendre à faire, apprendre à vivre ensemble et apprendre à être. Il n’a pas été en soi un projet de réforme de l’éducation, mais plutôt une base de réflexion et de débat sur les choix qu’il convenait de faire au moment de formuler des politiques. Le rapport a fait valoir que les choix en matière d’éducation étaient déterminés par le modèle de société dans laquelle on souhaitait vivre. Au-delà de la fonctionnalité immédiate de l’éducation, il a considéré la formation de la personne dans son ensemble comme un élément essentiel de la finalité de l’éducation. Le Rapport Delors a adhéré étroitement aux principes moraux et intellectuels dont se réclame l’UNESCO et a livré, de ce fait, une analyse et des recommandations plus humanistes et moins instrumentales et dépendantes du marché que d’autres études de l’époque sur la réforme de l’éducation. 
Les rapports Faure et Delors ont sans aucun doute inspiré les politiques de l’éducation dans le monde entier. 
Le rapport Delors a identifié une série de tensions générées par le changement technologique, économique et social. Il s’agit des tensions entre le global et le local, entre l’universel et le particulier, entre tradition et modernité, entre le spirituel et le matériel, entre le long terme et le court terme, entre l’indispensable compétition et l’idéal de l’égalité des chances et entre l’extraordinaire développement des connaissances et les capacités d’assimilation par l’homme. Ces sept tensions apportent des angles d’approche utiles pour analyser la dynamique actuelle des transformations sociales. Certaines d’entre elles prennent une autre signification, tandis que des tensions nouvelles se font jour. Ainsi, les modèles de croissance économique se caractérisent par une aggravation de la précarité, le creusement des inégalités, le renforcement des agressions contre l’environnement et la montée de l’intolérance et de la violence. Enfin, si des progrès ont été accomplis dans le domaine des droits de l’homme, la mise en œuvre des normes demeure souvent un défi.

## Les quatre piliers de l'éducation
Les quatre piliers de l’éducation sont l’une des notions les plus remarquables du Rapport Delors, en 1996. Ce rapport explique que le système éducatif formel tend à privilégier l’accès à certaines formes de connaissances, au détriment d’autres formes qui sont essentielles pour assurer un développement humain durable. Il affirme que, dans tout contexte d’apprentissage structuré, il convient d’accorder une égale attention à chacun de ces quatre piliers :
1. Apprendre à connaître – en combinant une culture générale étendue avec la possibilité de travailler en profondeur un petit nombre de matières
2. Apprendre à faire – acquérir non seulement des qualifications professionnelles, mais aussi une compétence qui rende apte à faire face à de nombreuses situations et à travailler en équipe.
3. Apprendre à être – pour mieux épanouir sa personnalité et être en mesure d’agir avec une capacité toujours renforcée d’autonomie, de jugement et de responsabilité personnelle.
4. Apprendre à vivre ensemble – en développant la compréhension de l’autre et la perception des interdépendances[7]

L’idée d’une approche intégrée de l’éducation exprimée dans les quatre piliers de l’éducation a eu une influence majeure sur le débat relatif aux politiques, la formation des enseignants et l’élaboration des programmes dans de nombreux pays du monde. Un exemple récent le démontre : dans le pays basque espagnol, ces quatre piliers ont servi de source d’inspiration et de point de départ pour élaborer le curriculum d’éducation de base et l’adapter au contexte. De par leur caractère générique, ces quatre piliers de l’éducation permettent d’interpréter le type d’apprentissage intégré requis en fonction du contexte et du cadre temporel. Apprendre à vivre ensemble, par exemple, n’est possible qu’en allant au-delà des dimensions sociales et culturelles des interactions humaines et en intégrant le souci du rapport entre la société humaine et l’environnement naturel.

## Sources
- Cet article est partiellement ou en totalité issu de la page « Repenser l'éducation: vers un bien commun mondial? » de UNESCO, le texte ayant été placé par l’auteur ou le responsable de publication sous la CC BY-SA 3.0 IGO